# Sinorogomphus shanicus
Sinorogomphus shanicus là loài chuồn chuồn trong họ Chlorogomphidae. Loài này được Wilson mô tả khoa học đầu tiên năm 2002.